# AS Cannes
AS Cannes je francouzský fotbalový klub hrající ve čtvrté lize Championnat de France amateur. Klub byl založen v roce 1902 a své domácí utkání hraje na stadionu Stade Pierre de Coubertin s kapacitou pro 16 000 diváků. Mezi historicky největší klubové úspěchy patří vítězství ve Francouzském poháru a druhé místo v nejvyšší lize (1932/33).

## Ocenění
- Francouzský fotbalový pohár: 1x

1932

## Významní hráči
- Gaël Clichy
- Luis Fernández
- Sébastien Frey
- Johan Micoud
- Patrick Vieira
- Zinedine Zidane
- Ruud Krol
- Boro Primorac
- Jan Koller